# Римский, Николай Александрович
Николай Александрович Римский или Nikolas Rimsky (настоящая фамилия — Курмашов) (18 февраля 1886, Москва — 19 января 1942, Париж) — русский и французский актёр, режиссёр и писатель.

## Биография

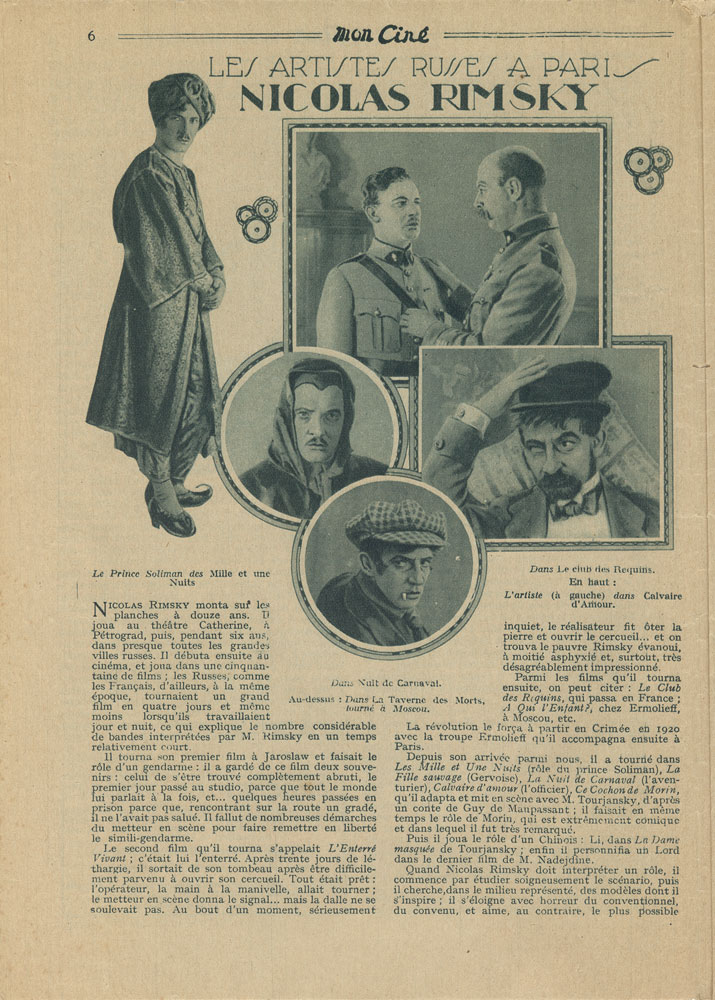
Статья во французском журнале об актёре Николае Римском (Nicolas Rimsky). 1924

Родился в 1886 году в России. C 1910 года работал актёром на кинофабриках Григория Либкена и Иосифа Ермольева. С 1910 года начал сниматься в кино.
Был одним из ведущих сотрудников кинематографической группы «Товарищества И. Ермольева», в составе которой 10 февраля 1920 года эвакуировался из Ялты в Константинополь вместе с Иосифом Ермольевым и актёрами Натальей Лисенко, Зоей Карабановой, Иваном Мозжухиным, Яковом Протазановым, Александром Волковым, Александром Лошаковым, Эдуардом Гошем, оператором Тринкелом, А. Д. Воздвиженским, Николаем Рудаковым, Федотом Бургасовым, балериной Болдыревой.
Находясь в эмиграции во Франции, продолжал работать актёром, режиссёром и сценаристом французского кино.
Умер в 1942 году во Франции.

### Фильмография
Снимался в кино с 1910 до 1940 года.

## Роли в кино

### В России
- 1915 – Трагедия семьи Набатовых
- 1916 — Хозяин и работник — работник
- 1916 — Ледяной дом — Бирон
- 1916 — Колокольчики-бубенчики звенят, простодушную рассказывают быль… — поэт Зарин
- 1917 — Проклятые миллионы
- 1917 — Кровавая слава — художник Леон
- 1917 — Кабачок смерти — владелец кабачка
- 1917 — Женщина-вампир — Виктор Рольский, молодой ученый
- 1917 — Андрей Кожухов
- 1917 — Ястребиное гнездо — князь
- 1918 — Хамка — Василий Яблочкин, половой, затем художник
- 1918 — Профессор — профессор Перелыгин
- 1918 — Не уступлю — Леон Каррет, авантюрист
- 1918 — Конкурс красоты — Джемми Старк
- 1918 — Калиостро — князь Генрих Ротенштейн
- 1918 — И огонь сошёл с небес — Владислав, сын Марии, скульптор
- 1918 — Законов всех сильней
- 1918 — Заживо погребённый — Приам Форл, художник
- 1918 — А он, мятежный, ищет бури… — князь Ростович
- 1918 — Отец Сергий — епископ
- 1919 (?) — Страх
- 1919 — То надежда, то ревность слепая
- 1919 — Тайна королевы — король
- 1919 — Люди гибнут за металл — Алексей, молодой рабочий
- 1919 — Жемчужное ожерелье
- 1920 (?) — Последний вальс
- 1920 (?) — Дитя чужого — Борис Лукомский, археолог, жених Ольги, затем муж

### Во Франции
- 1921 — Сказки 1000 и одной ночи / La Contes des mille et une nuit
- 1921 — Роковая случайность / L’Echeance fatale
- 1922 — Ночь карнавала / Nuit de Carnaval
- 1922 — Дикарка / La Fille sauvage
- 1923 — Муки любви / Calvaire d’amour
- 1923 — Эта свинья Морен / Ce cochon de Morin
- 1924 — Счастливая смерть / L’Heureus Mort
- 1924 — Женщина в маске / La Dame masquée
- 1924 — La Cybiee
- 1927 — Посыльный из «Максима» / Le Chasseur de chez Maxim’s
- 1929 — Калиостро / Cagliostro
- 1930 — Париж в пять дней
- 1931 — Только не в губы / Pas sur la bouche
- 1938 — Княжеские ночи / Nuits de princes
- 1938 — Патриот / Le Patriote — Йоков
- 1938 — Les gaietés de l’exposition
- 1938 — Nostalgie
- 1939 — Угрозы / Menaces / La grande alerte — Владимир
- 1940 — Menaces — Владимир

## Режиссёрские работы
- 1927 — Посыльный из «Максима» / Le Chasseur de chez Maxim’s
- 1930 — Париж в пять дней

## Сценарист
- 1916 — Женщина с кинжалом
- 1924 — Счастливая смерть / L’Heureus Mort